# Mario Puzo
Mario Francis Puzo (New York, 15 ottobre 1920 – Long Island, 2 luglio 1999) è stato uno scrittore e sceneggiatore statunitense di origini italiane.
Ottenne la notorietà col romanzo Il padrino (The Godfather, 1969), la storia di una famiglia italoamericana e della sua ascesa nel mondo della mafia newyorkese. Dal libro è stata tratta una serie cinematografica di tre film di grande successo.

## Biografia
Nacque e crebbe ad Hell's Kitchen, un malfamato quartiere di Manhattan (New York), settimogenito degli otto figli di immigrati italiani della provincia di Avellino: Mario Puzo, di Dentecane, frazione del comune di Pietradefusi, e Maria Le Conti, di Ariano Irpino. Il padre era posatore di binari ferroviari alle dipendenze della New York Central Railroad, ma nel 1932 venne colpito da schizofrenia, e la madre dovette sobbarcarsi la famiglia. Il giovane Mario scoprì presto le biblioteche pubbliche, rimanendo attratto dal mondo della letteratura. Studiò alla High School of Commerce, e dai quindici anni dovette contribuire all'economia familiare lavorando a una centralina ferroviaria, ma a soli sedici anni si sentiva già certo del suo futuro come scrittore.
Dopo aver partecipato alla seconda guerra mondiale nelle forze dell'aeronautica, si iscrisse ad una scuola di ricerca sociale e di scrittura creativa, frequentando, in seguito, la Columbia University. Nel 1946 sposò Erika Broske con cui ebbe cinque figli. Pubblicò il suo primo racconto nel 1950, The Last Christmas, inserendosi così nell'avanguardia americana al quale fece seguito nel 1955 il primo romanzo, intitolato Arena oscura.
Dal 1963 lavorò come giornalista libero professionista scrivendo numerosi articoli e recensioni. Nel 1965 pubblicò Mamma Lucia, un romanzo che narra le vicende di una famiglia di immigrati italiani a New York negli anni trenta che ebbe un buon successo di critica e di pubblico, ma nessuno di questi libri ebbe il riscontro ottenuto nel 1969 con Il padrino, che divenne un vero e proprio best seller. Dal libro vennero realizzati tre film diretti da Francis Ford Coppola: Il padrino (1972), Il padrino - Parte II (1974) e Il padrino - Parte III (1990), diventati delle pietre miliari della storia del cinema, interpretati, tra gli altri, da attori come Marlon Brando, Al Pacino, Robert Duvall e Robert De Niro.
Nel 1984 pubblicò Il siciliano che ha per protagonista Salvatore Giuliano, sebbene citato tra le pagine del libro come Turri Guiliano, avente come sfondo la Sicilia del secondo dopoguerra. Tra le sue ultime opere sono da ricordare Il quarto K. (1991), L'ultimo padrino (1996), Omertà (2000), e I veleni della famiglia Borgia (2001), romanzo storico su Papa Alessandro VI e la famiglia Borgia, questi ultimi due pubblicati postumi alla sua morte. Dagli scritti di Puzo è stato tratto il film Cotton Club di Francis Ford Coppola, con Richard Gere, Bob Hoskins e Nicolas Cage. Inoltre Puzo ha scritto la sceneggiatura di Superman (1978) e Superman II (1980).

### Morte
Morì per un attacco cardiaco il 2 luglio 1999 all'età di 78 anni nella sua residenza a Long Island, nello stato di New York.

## Opere

### Romanzi
- L'arena oscura (The Dark Arena, 1955)
- Mamma Lucia (The Fortunate Pilgrim, 1965)
- Il cavallino di Davie (The Runaway Summer of Davie Shaw, 1966)
- Six Graves to Munich (1967) - scritto con lo pseudonimo di Mario Cleri
- Il padrino (The Godfather, 1969)
- I folli muoiono (Fools Die, 1978)
- Il siciliano (The Sicilian, 1984)
- Il quarto K. (The Fourth K., 1991)
- L'ultimo padrino (The Last Don, 1996)
- Omertà (2000) - postumo
- I veleni della famiglia Borgia (The Family, 2001) - postumo[4]

### Racconti
Tutti i racconti, ad eccezione di The Last Christmas, vennero scritti con lo pseudonimo di Mario Cleri
- The Last Christmas (1950)
- John 'Red' Marston's Island of Delight (1964)
- Big Mike's Wild Young Sister-in-law (1964)
- The Six Million Killer Sharks That Terrorize Our Shores (1966)
- Trapped Girls in the Riviera's Flesh Casino (1967)
- The Unkillable Six (1967)
- Girls of Pleasure Penthouse (1968)
- Order Lucy For Tonight (1968)
- 12 Barracks of Wild Blondes (1968)
- Charlie Reese's Amazing Escape from a Russian Death Camp (1969)

### Saggistica
- Test Yourself: Are You Heading for a Nervous Breakdown? (1965) - con lo pseudonimo di Mario Cleri
- I diari del padrino (The Godfather Papers and Other Confessions; 1972)
- Las Vegas (Inside Las Vegas; 1977)

## Filmografia

### Sceneggiatore
- Il padrino (The Godfather), regia di Francis Ford Coppola (1972)
- Il padrino - Parte II (The Godfather Part II), regia di Francis Ford Coppola (1974)
- Terremoto (Earthquake), regia di Mark Robson (1974)
- Superman, regia di Richard Donner (1978)
- Superman II, regia di Richard Lester e, non accreditato, Richard Donner (1980)
- Cotton Club (The Cotton Club), regia di Francis Ford Coppola (1984)
- Il padrino - Parte III (The Godfather Part III), regia di Francis Ford Coppola (1990)
- Cristoforo Colombo - La scoperta (Christopher Columbus: The Discovery), regia di John Glen (1992)

## Trasposizioni delle sue opere
- Il padrino (The Godfather), regia di Francis Ford Coppola (1972)
- Il padrino - Parte II (The Godfather Part II), regia di Francis Ford Coppola (1974)
- A Time to Die, regia di Matt Cimber e Joe Tornatore (1982)
- Il siciliano (The Sicilian), regia di Michael Cimino (1987)
- Mamma Lucia (The Fortunate Pilgrim), regia di Stuart Cooper - miniserie TV (1988)